# Rallye d'Allemagne 2018
Le Rallye d'Allemagne 2018 est le 9e rallye du Championnat du monde des rallyes 2018 et la 36e édition de l’épreuve. Il se déroule sur 18 épreuves spéciales. Il est remporté par le duo estonien Ott Tänak et Martin Järveoja, qui signe sa troisième victoire de la saison.

## Engagés
| no                     | Engagé                      | Pilote                     | Copilote               | Voiture               | Pneus |
| ---------------------- | --------------------------- | -------------------------- | ---------------------- | --------------------- | ----- |
| Engagés WRC            |                             |                            |                        |                       |       |
| 1                      | M-Sport Ford WRT            | Sébastien Ogier            | Julien Ingrassia       | Ford Fiesta WRC       | M     |
| 2                      | M-Sport Ford WRT            | Elfyn Evans                | Daniel Barritt         | Ford Fiesta WRC       | M     |
| 3                      | M-Sport Ford WRT            | Teemu Suninen              | Mikko Markkula         | Ford Fiesta WRC       | M     |
| 4                      | Hyundai Shell Mobis WRT     | Andreas Mikkelsen          | Anders Jæger-Synnevaag | Hyundai i20 Coupe WRC | M     |
| 5                      | Hyundai Shell Mobis WRT     | Thierry Neuville           | Nicolas Gilsoul        | Hyundai i20 Coupe WRC | M     |
| 6                      | Hyundai Shell Mobis WRT     | Dani Sordo                 | Carlos del Barrio      | Hyundai i20 Coupe WRC | M     |
| 7                      | Toyota Gazoo Racing WRT     | Jari-Matti Latvala         | Miikka Anttila         | Toyota Yaris WRC      | M     |
| 8                      | Toyota Gazoo Racing WRT     | Ott Tänak                  | Martin Järveoja        | Toyota Yaris WRC      | M     |
| 9                      | Toyota Gazoo Racing WRT     | Esapekka Lappi             | Janne Ferm             | Toyota Yaris WRC      | M     |
| 10                     | Citroën Total Abu Dhabi WRT | Mads Østberg               | Torstein Eriksen       | Citroën C3 WRC        | M     |
| 11                     | Citroën Total Abu Dhabi WRT | Craig Breen                | Scott Martin           | Citroën C3 WRC        | M     |
| 21                     | M-Sport World Rally Team    | Jourdan Serderidis         | Frédéric Miclotte      | Ford Fiesta WRC       | M     |
| 22                     | Marijan Griebel             | Marijan Griebel            | Alexander Rath         | Citroën DS3 WRC       | M     |
| Engagés WRC-2          |                             |                            |                        |                       |       |
| 31                     | Škoda Motorsport II         | Jan Kopecký                | Pavel Dresler          | Škoda Fabia R5 (en)   | M     |
| 32                     | Gus Greensmith              | Gus Greensmith             | Craig Parry            | Ford Fiesta R5        | M     |
| 33                     | Printsport                  | Łukasz Pieniążek           | Przemysław Mazur       | Škoda Fabia R5 (en)   | M     |
| 34                     | ACI Team Italia WRC         | Fabio Andolfi              | Simone Scattolin       | Škoda Fabia R5 (en)   | P     |
| 35                     | Nil Solans                  | Nil Solans                 | Miquel Ibáñez Sotos    | Ford Fiesta R5        | P     |
| 36                     | BRC Racing Team             | Pierre-Louis Loubet        | Vincent Landais        | Hyundai i20 R5        | M     |
| 37                     | Citroën Total Rallye Team   | Stéphane Lefebvre          | Gabin Moreau           | Citroën C3 R5         | M     |
| 38                     | Eddie Sciessere             | Eddie Sciessere            | Elia Ometto Pietro     | Hyundai i20 R5        | M     |
| 39                     | CHL Sport Auto              | Yoann Bonato               | Benjamin Boulloud      | Citroën C3 R5         | M     |
| 40                     | Hyundai Motorsport          | Jari Huttunen              | Antti Linnaketo        | Hyundai i20 R5        | M     |
| 41                     | Nicolas Ciamin              | Nicolas Ciamin             | Thibault de la Haye    | Hyundai i20 R5        | M     |
| 42                     | S.A. Motorsport Italia Srl  | Benito Guerra Jr.          | Borja Rozada           | Škoda Fabia R5 (en)   | P     |
| 43                     | Škoda Auto Deutschland      | Fabian Kreim               | Frank Christian        | Škoda Fabia R5 (en)   | P     |
| 44                     | Škoda Motorsport II         | Kalle Rovanperä            | Jonne Halttunen        | Škoda Fabia R5 (en)   | M     |
| 45                     | Lotos Rally Team            | Kajetan Kajetanowicz       | Maciej Szczepaniak     | Ford Fiesta R5        | P     |
| 46                     | Citroën Total Rallye Team   | Simone Tempestini          | Sergio Itu             | Citroën C3 R5         | M     |
| 47                     | M-Sport Ford WRT            | Eric Camilli               | Benjamin Veillas       | Ford Fiesta R5        | M     |
| 48                     | S.A. Motorsport Italia Srl  | Umberto Scandola           | Andrea Gaspari         | Škoda Fabia R5 (en)   | D     |
| 49                     | Hyundai Motor España        | José Antonio Suárez        | Cándido Carrera        | Hyundai i20 R5        | M     |
| Engagés WRC-3          |                             |                            |                        |                       |       |
| 62                     | Enrico Brazzoli             | Enrico Brazzoli            | Luca Beltrame          | Peugeot 208 R2        | D     |
| 63                     | Taisko Lario                | Taisko Lario               | Tatu Hämäläinen        | Peugeot 208 R2        | M     |
| 64                     | Terry Folb                  | Terry Folb                 | Kevin Bronner          | Ford Fiesta R2T       | P     |
| 65                     | Louise Cook                 | Louise Cook                | Stefan Davis           | Ford Fiesta R2T       | P     |
| Autres engagés majeurs |                             |                            |                        |                       |       |
| 61                     | Équipe de France FFSA Rally | Jean-Baptiste Franceschi   | Romain Courbon         | Ford Fiesta R2T       | P     |
| 81                     | Printsport                  | Ole Christian Veiby        | Stig Rune Skjærmoen    | Škoda Fabia R5 (en)   | P     |
| 82                     | Albert von Thurn und Taxis  | Albert von Thurn und Taxis | Klaus Wicha            | Škoda Fabia R5 (en)   | P     |
| Source:                |                             |                            |                        |                       |       |

## Déroulement de l’épreuve

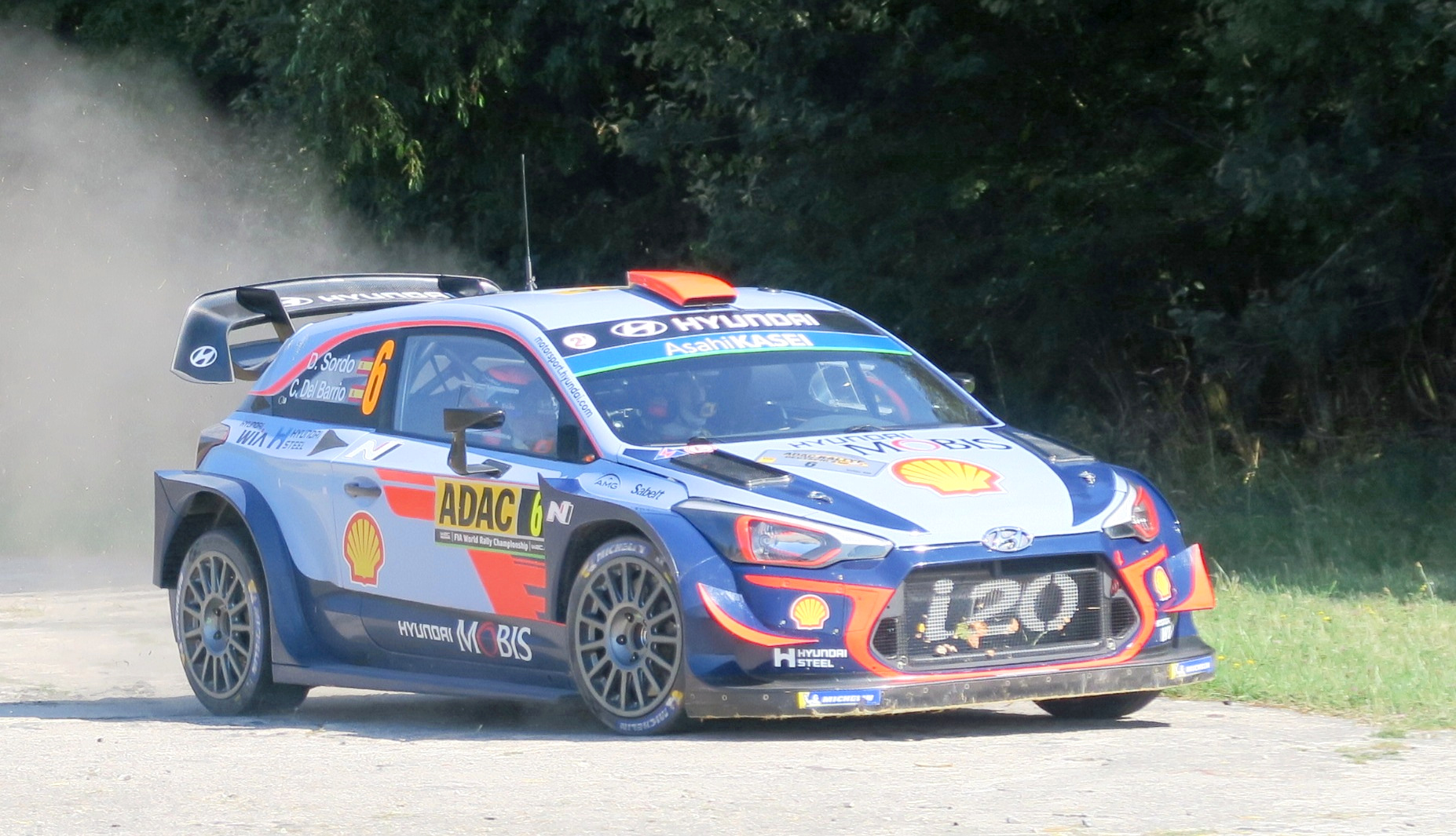
Dani Sordo, ici durant le rallye, a été longtemps deuxième avant d'être contraint à l'abandon.

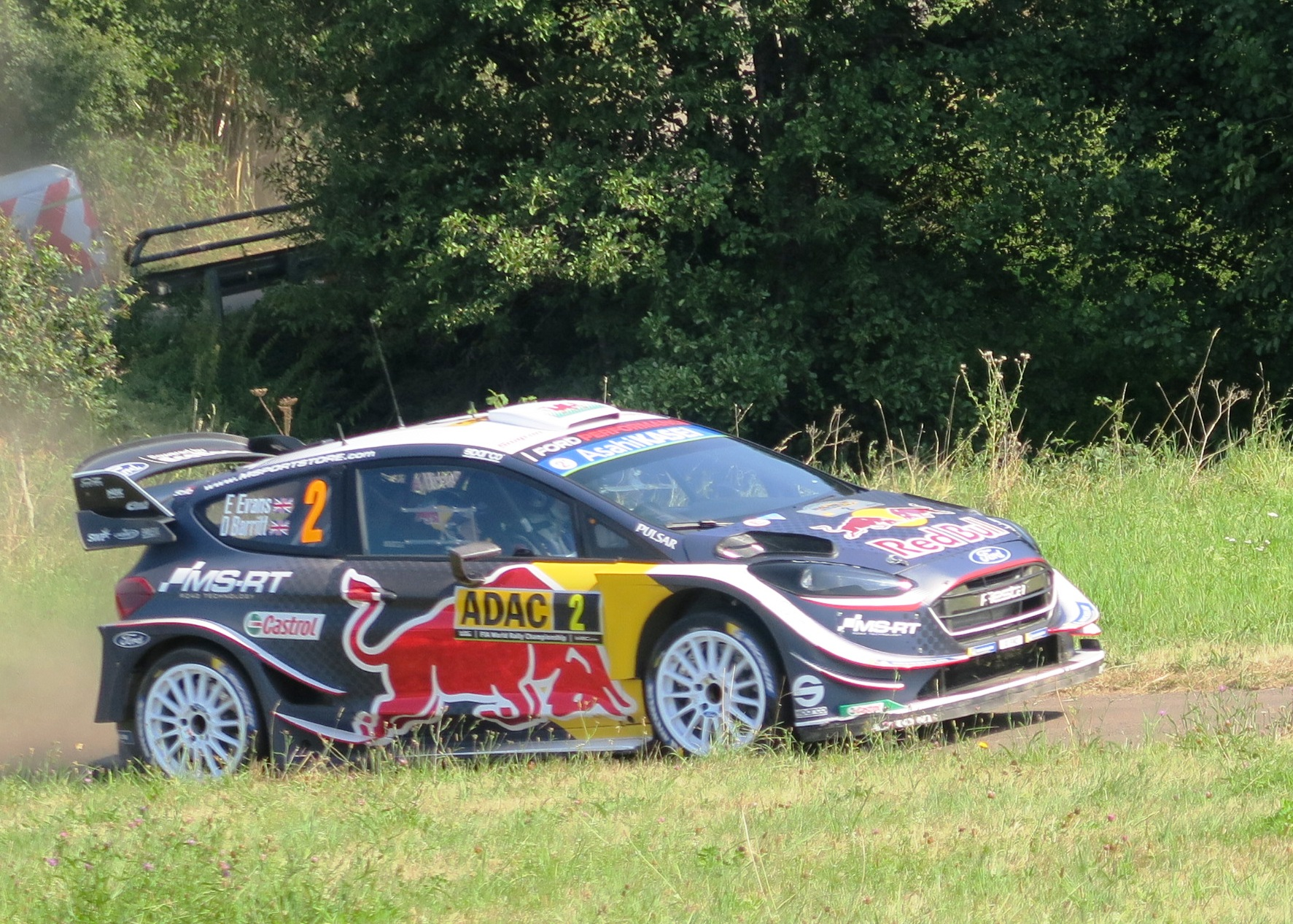
Elfyn Evans durant le rallye.

Le rallye débute le jeudi soir par une courte spéciale urbaine tracée dans la ville de Saint-Wendel. Très sinueuse et longue de 2 km, elle est plus adaptée aux R5 qu'aux WRC. Ott Tänak signe tout de même le meilleur temps, devançant les R5 de Kalle Rovanperä et d'Ole Christian Veiby.
La journée du vendredi propose deux boucles identiques de trois spéciales disputées l'une le matin et l'autre l’après-midi. Elle commence bien pour Sébastien Ogier qui signe le meilleur chrono et prend le commandement du rallye à Tänak. C'est cependant ce dernier qui va dominer la journée en remportant les cinq autres spéciales au programme. Ainsi, alors que le Français menait les débats après la deuxième spéciale, à l'issue de la suivante, c'est l’Estonien qui devançait déjà Ogier de cinq secondes et Thierry Neuville de plus de sept. Les autres concurrents ne peuvent suivre le rythme des trois premiers aux championnats et sont exclus de la course à la victoire. À la fin de la journée, Tänak est largement leader, 12 s 3 devant Ogier et 27 s 4 devant Neuville.
Le lendemain voit huit spéciales au programme réparties en deux boucles identiques de quatre spéciales dont la fameuse spéciale de Panzerplatte tracée au cœur du camp militaire de Baumholder et disputée à deux reprises. Elle présente la particularité d’offrir un sol inégal en termes de revêtements, des plaques de béton abrasives se succédant à des portions asphaltées, avec aussi des pierres projetées lors des passages dans les cordes. Elle est remportée le matin par Daniel Sordo qui devance Tänak, ce dernier continuant à grappiller un peu de temps sur ses rivaux directs, et notamment sur Thierry Neuville. En effet, ce dernier est moins à l’aise que la veille et perd du temps à chaque spéciale, si bien qu'à la pause, il n’est plus sur le podium provisoire du rallye. En effet, c'est Jari-Matti Latvala qui est maintenant troisième, Tänak étant toujours premier, 14 s 1 devant Ogier. On se dirige alors vers un duel pour la victoire.
L'après-midi commence avec la SS12 dominée par Daniel Sordo, ce dernier dépassant au passage son coéquipier Neuville, toujours à la peine et désormais 5e. Vient ensuite la spéciale de Panzerplatte où un événement majeur survient avec une crevaison due à une pierre pour Sébastien Ogier. Le Français termine la spéciale avec 1 min 43 s de retard sur Sordo, auteur de son troisième scratch de l’épreuve. Le classement est chamboulé avec Ogier qui dégringole à la 9e place à 1 min 56 s du meneur Tänak, suivent Sordo à 42 s 8, Latvala à 47 s 9 et Neuville à 49 s 5. Le Français réagit immédiatement après en remportant la spéciale suivante. Ainsi, samedi soir, Tänak est solide leader, précédant de 43 s 7 Sordo et de 44 s 5 Latvala. Neuville est lui 4e à huit secondes du podium, tandis qu'Ogier est remonté de la 9e à la 7e place.
L'ultime journée du rallye ne propose que trois spéciales, deux passages dans la spéciale de près de 30 km de Grafschaft puis la Power Stage. Elle fait pourtant beaucoup de dégâts et ce dès la première spéciale avec Mads Østberg qui est contraint à l’abandon après être sorti de la route. Nouvel abandon avec Jari-Matti Latvala, alors troisième du rallye, victime d’un problème de transmission. Enfin, Dani Sordo, deuxième de l’épreuve, sort lui dans les vignes et endommage notablement sa voiture. Après ces incidents, Tänak est toujours meneur, le deuxième étant dorénavant Neuville à 43 s alors qu'Ogier est maintenant 4e. Le podium reste inaccessible puisqu'il est à plus de 50 s du troisième Esapekka Lappi. Le second passage est moins riche en péripéties, excepté l'abandon définitif de Sordo qui n'a pu réparer suffisamment sa Hyundai, et voit Ogier signer son troisième scratch de l'épreuve, Tänak gère lui son avance.
Le Français remporte aussi la dernière spéciale et les cinq points associés, seulement 0 s 1 devant Tänak, alors que Neuville la termine cinquième et n’empoche qu'un point. Cela fait qu'Ogier ne perd que deux points au championnat sur le Belge, le retard s'établissant désormais à 23 points. Mais Ott Tänak, qui signe sa troisième victoire de la saison, devient une menace au championnat puisque l'Estonien n'est désormais qu'à 13 points du Français. Le duel au championnat se transforme en match à trois.

## Résultats

### Classement final

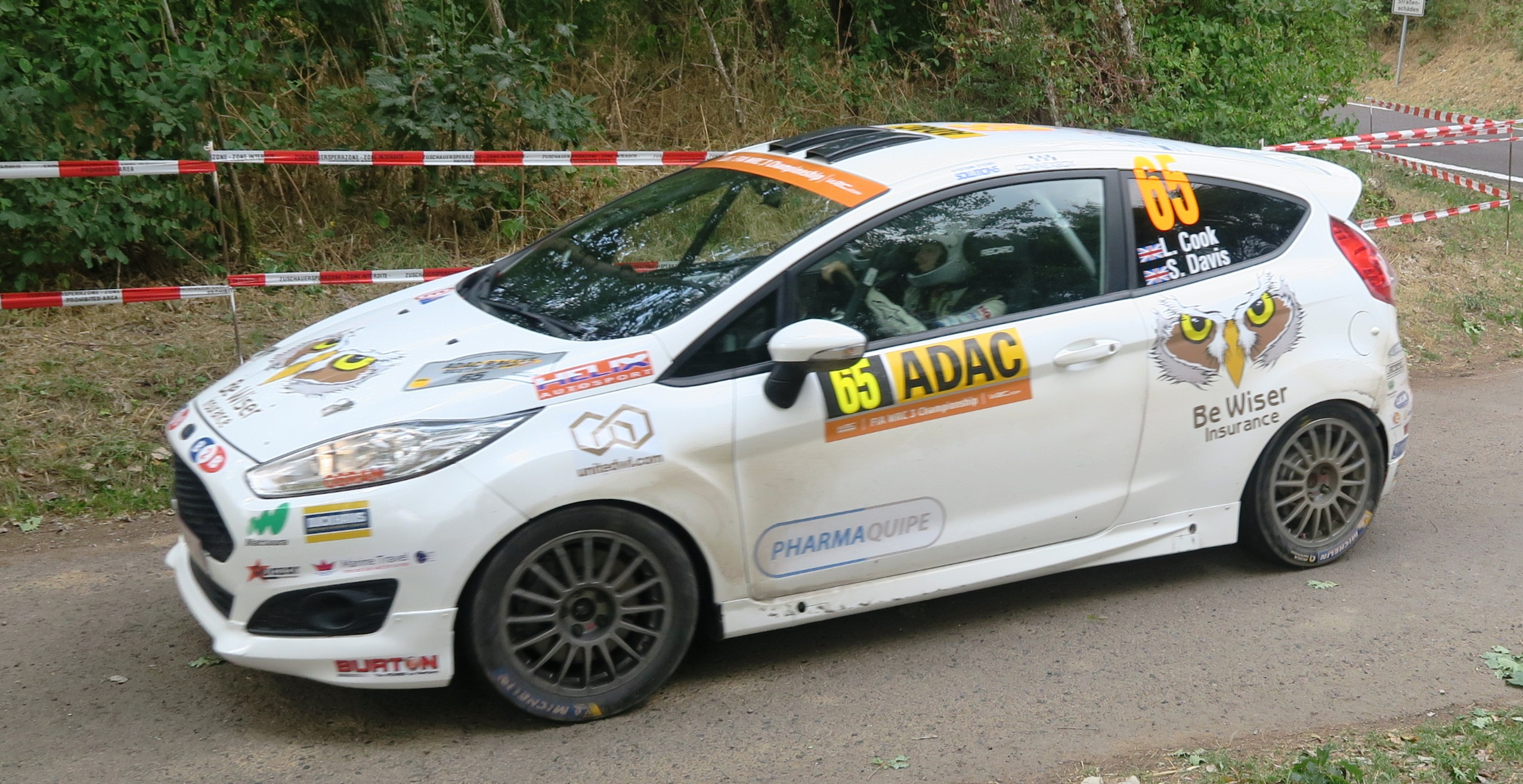
Louise Cook, ici durant le rallye qu'il termine 3e en WRC-3.

| Position           | Position | no | Pilote               | Copilote               | Équipe                      | Voiture               | Temps             | Diff.          | Points | Points |
| Pos.               | Cla.     | no | Pilote               | Copilote               | Équipe                      | Voiture               | Temps             | Diff.          | Gén.   | SS.    |
| ------------------ | -------- | -- | -------------------- | ---------------------- | --------------------------- | --------------------- | ----------------- | -------------- | ------ | ------ |
| Classement général |          |    |                      |                        |                             |                       |                   |                |        |        |
| 1                  | 1        | 8  | Ott Tänak            | Martin Järveoja        | Toyota Gazoo Racing WRT     | Toyota Yaris WRC      | 3 h 03 min 36 s 9 | 0 s 0          | 25     | 4      |
| 2                  | 2        | 5  | Thierry Neuville     | Nicolas Gilsoul        | Hyundai Shell Mobis WRT     | Hyundai i20 Coupe WRC | 3 h 04 min 16 s 1 | +39 s 2        | 18     | 1      |
| 3                  | 3        | 7  | Esapekka Lappi       | Janne Ferm             | Toyota Gazoo Racing WRT     | Toyota Yaris WRC      | 3 h 04 min 37 s 8 | +1 min 00 s 9  | 15     | 3      |
| 4                  | 4        | 1  | Sébastien Ogier      | Julien Ingrassia       | M-Sport Ford WRT            | Ford Fiesta WRC       | 3 h 05 min 11 s 4 | +1 min 34 s 5  | 12     | 5      |
| 5                  | 5        | 3  | Teemu Suninen        | Mikko Markkula         | M-Sport Ford WRT            | Ford Fiesta WRC       | 3 h 05 min 39 s 8 | +2 min 02 s 9  | 10     | 0      |
| 6                  | 6        | 4  | Andreas Mikkelsen    | Anders Jæger-Synnevaag | Hyundai Shell Mobis WRT     | Hyundai i20 Coupe WRC | 3 h 05 min 50 s 7 | +2 min 13 s 8  | 8      | 0      |
| 7                  | 7        | 11 | Craig Breen          | Scott Martin           | Citroën Total Abu Dhabi WRT | Citroën C3 WRC        | 3 h 06 min 16 s 0 | +2 min 39 s 1  | 6      | 2      |
| 8                  | 8        | 22 | Marijan Griebel      | Alexander Rath         | Marijan Griebel             | Citroën DS3 WRC       | 3 h 14 min 18 s 1 | +10 min 41 s 2 | 4      | 0      |
| 9                  | 9        | 31 | Jan Kopecký          | Pavel Dresler          | Škoda Motorsport II         | Škoda Fabia R5 (en)   | 3 h 16 min 49 s 7 | +13 min 12 s 8 | 2      | 0      |
| 10                 | 10       | 44 | Kalle Rovanperä      | Jonne Halttunen        | Škoda Motorsport II         | Škoda Fabia R5 (en)   | 3 h 16 min 53 s 5 | +13 min 16 s 6 | 1      | 0      |
| WRC-2              |          |    |                      |                        |                             |                       |                   |                |        |        |
| 9                  | 1        | 31 | Jan Kopecký          | Pavel Dresler          | Škoda Motorsport II         | Škoda Fabia R5 (en)   | 3 h 16 min 49 s 7 | 0 s 0          | 25     | —      |
| 10                 | 2        | 44 | Kalle Rovanperä      | Jonne Halttunen        | Škoda Motorsport II         | Škoda Fabia R5 (en)   | 3 h 16 min 53 s 5 | +3 s 8         | 18     | —      |
| 11                 | 3        | 34 | Fabio Andolfi        | Simone Scattolin       | ACI Team Italia WRC         | Škoda Fabia R5 (en)   | 3 h 17 min 07 s 8 | +18 s 1        | 15     | —      |
| 12                 | 4        | 43 | Fabian Kreim         | Frank Christian        | Škoda Auto Deutschland      | Škoda Fabia R5 (en)   | 3 h 17 min 40 s 6 | +50 s 9        | 12     | —      |
| 13                 | 5        | 45 | Kajetan Kajetanowicz | Maciej Szczepaniak     | Lotos Rally Team            | Ford Fiesta R5        | 3 h 17 min 44 s 1 | +54 s 4        | 10     | —      |
| 14                 | 6        | 33 | Łukasz Pieniążek     | Przemysław Mazur       | Printsport                  | Škoda Fabia R5 (en)   | 3 h 19 min 10 s 1 | +2 min 20 s 4  | 8      | —      |
| 15                 | 7        | 41 | Nicolas Ciamin       | Thibault de la Haye    | Nicolas Ciamin              | Hyundai i20 R5        | 3 h 19 min 11 s 8 | +2 min 22 s 1  | 6      | —      |
| 16                 | 8        | 37 | Stéphane Lefebvre    | Gabin Moreau           | Citroën Total Rallye Team   | Citroën C3 R5         | 3 h 19 min 49 s 6 | +2 min 59 s 9  | 4      | —      |
| 19                 | 9        | 42 | Benito Guerra Jr.    | Borja Rozada           | S.A. Motorsport Italia Srl  | Škoda Fabia R5 (en)   | 3 h 22 min 47 s 5 | +5 min 57 s 8  | 2      | —      |
| 20                 | 10       | 46 | Simone Tempestini    | Sergio Itu             | Citroën Total Rallye Team   | Citroën C3 R5         | 3 h 24 min 42 s 1 | +7 min 52 s 4  | 1      | —      |
| WRC-3              |          |    |                      |                        |                             |                       |                   |                |        |        |
| 30                 | 1        | 63 | Taisko Lario         | Tatu Hämäläinen        | Taisko Lario                | Peugeot 208 R2        | 3 h 49 min 47 s 9 | 0 s 0          | 25     | —      |
| 35                 | 2        | 62 | Enrico Brazzoli      | Tatu Hämäläinen        | Enrico Brazzoli             | Peugeot 208 R2        | 4 h 01 min 25 s 7 | +11 min 37 s 8 | 18     | —      |
| 38                 | 3        | 65 | Louise Cook          | Stefan Davis           | Louise Cook                 | Ford Fiesta R2T       | 4 h 09 min 33 s 2 | +19 min 45 s 3 | 15     | —      |
| Source:,           |          |    |                      |                        |                             |                       |                   |                |        |        |

### Spéciales chronométrées
| WRC     |          |                               |          |                    |                       |               |                 |
| Jour    | Spéciale | Nom                           | Longueur | Vainqueur          | Voiture               | Temps         | Meneur          |
| 16 août | —        | St. Wendeler Land [Shakedown] | 5,52 km  | Ott Tänak          | Toyota Yaris WRC      | 2 min 52 s 9  | NC              |
| 16 août | SS1      | St. Wendel                    | 2,04 km  | Ott Tänak          | Toyota Yaris WRC      | 2 min 11 s 2  | Ott Tänak       |
| 17 août | SS2      | Stein und Wein 1              | 19,44 km | Sébastien Ogier    | Ford Fiesta WRC       | 10 min 50 s 2 | Sébastien Ogier |
| 17 août | SS3      | Mittelmosel 1                 | 22,00 km | Ott Tänak          | Toyota Yaris WRC      | 12 min 25 s 2 | Ott Tänak       |
| 17 août | SS4      | Wadern – Weiskichen 1         | 9,27 km  | Ott Tänak          | Toyota Yaris WRC      | 5 min 06 s 7  | Ott Tänak       |
| 17 août | SS5      | Stein und Wein 2              | 19,44 km | Ott Tänak          | Toyota Yaris WRC      | 11 min 03 s 2 | Ott Tänak       |
| 17 août | SS6      | Mittelmosel 2                 | 22,00 km | Ott Tänak          | Toyota Yaris WRC      | 12 min 36 s 9 | Ott Tänak       |
| 17 août | SS7      | Wadern – Weiskichen 2         | 9,27 km  | Ott Tänak          | Toyota Yaris WRC      | 5 min 07 s 5  | Ott Tänak       |
| 18 août | SS8      | Arena Panzerplatte 1          | 9,43 km  | Jari-Matti Latvala | Toyota Yaris WRC      | 5 min 26 s 4  | Ott Tänak       |
| 18 août | SS9      | Panzerplatte 1                | 38,57 km | Dani Sordo         | Hyundai i20 Coupe WRC | 21 min 55 s 7 | Ott Tänak       |
| 18 août | SS10     | Freisen 1                     | 14,78 km | Esapekka Lappi     | Toyota Yaris WRC      | 8 min 28 s 4  | Ott Tänak       |
| 18 août | SS11     | Römerstraße 1                 | 12,28 km | Craig Breen        | Citroën C3 WRC        | 6 min 03 s 3  | Ott Tänak       |
| 18 août | SS12     | Arena Panzerplatte 2          | 9,43 km  | Dani Sordo         | Hyundai i20 Coupe WRC | 5 min 23 s 9  | Ott Tänak       |
| 18 août | SS13     | Panzerplatte 2                | 38,57 km | Dani Sordo         | Hyundai i20 Coupe WRC | 21 min 55 s 4 | Ott Tänak       |
| 18 août | SS14     | Freisen 2                     | 14,78 km | Sébastien Ogier    | Ford Fiesta WRC       | 8 min 31 s 8  | Ott Tänak       |
| 18 août | SS15     | Römerstraße 2                 | 12,28 km | Jari-Matti Latvala | Toyota Yaris WRC      | 6 min 05 s 6  | Ott Tänak       |
| 19 août | SS16     | Grafschaft 1                  | 29,07 km | Thierry Neuville   | Hyundai i20 Coupe WRC | 16 min 17 s 7 | Ott Tänak       |
| 19 août | SS17     | Grafschaft 2                  | 29,07 km | Sébastien Ogier    | Ford Fiesta WRC       | 16 min 15 s 0 | Ott Tänak       |
| 19 août | SS18     | Bosenberg (Power Stage)       | 14,97 km | Sébastien Ogier    | Ford Fiesta WRC       | 7 min 15 s 0  | Ott Tänak       |
| WRC-2   |          |                               |          |                    |                       |               |                 |
| 16 août | —        | St. Wendeler Land [Shakedown] | 5,52 km  | Eric Camilli       | Ford Fiesta R5        | 3 min 04 s 5  | NC              |
| 16 août | SS1      | St. Wendel                    | 2,04 km  | Kalle Rovanperä    | Škoda Fabia R5 (en)   | 2 min 11 s 3  | Kalle Rovanperä |
| 17 août | SS2      | Stein und Wein 1              | 19,44 km | Jan Kopecký        | Škoda Fabia R5 (en)   | 11 min 34 s 3 | Jan Kopecký     |
| 17 août | SS3      | Mittelmosel 1                 | 22,00 km | Fabian Kreim       | Škoda Fabia R5 (en)   | 13 min 54 s 4 | Jan Kopecký     |
| 17 août | SS4      | Wadern – Weiskichen 1         | 9,27 km  | Kalle Rovanperä    | Škoda Fabia R5 (en)   | 5 min 31 s 5  | Jan Kopecký     |
| 17 août | SS5      | Stein und Wein 2              | 19,44 km | Jan Kopecký        | Škoda Fabia R5 (en)   | 11 min 41 s 6 | Jan Kopecký     |
| 17 août | SS6      | Mittelmosel 2                 | 22,00 km | Nil Solans         | Ford Fiesta R5        | 13 min 23 s 8 | Jan Kopecký     |
| 17 août | SS7      | Wadern – Weiskichen 2         | 9,27 km  | Jan Kopecký        | Škoda Fabia R5 (en)   | 5 min 29 s 3  | Jan Kopecký     |
| 18 août | SS8      | Arena Panzerplatte 1          | 9,43 km  | Fabio Andolfi      | Škoda Fabia R5 (en)   | 5 min 46 s 4  | Jan Kopecký     |
| 18 août | SS9      | Panzerplatte 1                | 38,57 km | Stéphane Lefebvre  | Citroën C3 R5         | 23 min 22 s 0 | Eric Camilli    |
| 18 août | SS10     | Freisen 1                     | 14,78 km | Jan Kopecký        | Škoda Fabia R5 (en)   | 8 min 58 s 7  | Eric Camilli    |
| 18 août | SS11     | Römerstraße 1                 | 12,28 km | Jan Kopecký        | Škoda Fabia R5 (en)   | 6 min 30 s 1  | Eric Camilli    |
| 18 août | SS12     | Arena Panzerplatte 2          | 9,43 km  | Jan Kopecký        | Škoda Fabia R5 (en)   | 5 min 41 s 0  | Eric Camilli    |
| 18 août | SS13     | Panzerplatte 2                | 38,57 km | Jan Kopecký        | Škoda Fabia R5 (en)   | 23 min 03 s 4 | Eric Camilli    |
| 18 août | SS14     | Freisen 2                     | 14,78 km | Jan Kopecký        | Škoda Fabia R5 (en)   | 8 min 58 s 9  | Fabio Andolfi   |
| 18 août | SS15     | Römerstraße 2                 | 12,28 km | Jan Kopecký        | Škoda Fabia R5 (en)   | 6 min 29 s 2  | Kalle Rovanperä |
| 19 août | SS16     | Grafschaft 1                  | 29,07 km | Jan Kopecký        | Škoda Fabia R5 (en)   | 17 min 20 s 8 | Kalle Rovanperä |
| 19 août | SS17     | Grafschaft 2                  | 29,07 km | Jan Kopecký        | Škoda Fabia R5 (en)   | 17 min 07 s 7 | Jan Kopecký     |
| 19 août | SS18     | Bosenberg                     | 14,97 km | Jan Kopecký        | Škoda Fabia R5 (en)   | 7 min 45 s 5  | Jan Kopecký     |
| WRC-3   |          |                               |          |                    |                       |               |                 |
| 16 août | —        | St. Wendeler Land [Shakedown] | 5,52 km  | Taisko Lario       | Peugeot 208 R2        | 3 min 32 s 0  | NC              |
| 16 août | SS1      | St. Wendel                    | 2,04 km  | Taisko Lario       | Peugeot 208 R2        | 2 min 31 s 3  | Taisko Lario    |
| 17 août | SS2      | Stein und Wein 1              | 19,44 km | Taisko Lario       | Peugeot 208 R2        | 13 min 28 s 5 | Taisko Lario    |
| 17 août | SS3      | Mittelmosel 1                 | 22,00 km | Taisko Lario       | Peugeot 208 R2        | 16 min 26 s 6 | Taisko Lario    |
| 17 août | SS4      | Wadern – Weiskichen 1         | 9,27 km  | Taisko Lario       | Peugeot 208 R2        | 6 min 20 s 3  | Taisko Lario    |
| 17 août | SS5      | Stein und Wein 2              | 19,44 km | Taisko Lario       | Peugeot 208 R2        | 13 min 31 s 7 | Taisko Lario    |
| 17 août | SS6      | Mittelmosel 2                 | 22,00 km | Taisko Lario       | Peugeot 208 R2        | 15 min 40 s 5 | Taisko Lario    |
| 17 août | SS7      | Wadern – Weiskichen 2         | 9,27 km  | Enrico Brazzoli    | Peugeot 208 R2        | 6 min 27 s 0  | Taisko Lario    |
| 18 août | SS8      | Arena Panzerplatte 1          | 9,43 km  | Enrico Brazzoli    | Peugeot 208 R2        | 6 min 51 s 5  | Taisko Lario    |
| 18 août | SS9      | Panzerplatte 1                | 38,57 km | Enrico Brazzoli    | Peugeot 208 R2        | 27 min 01 s 1 | Taisko Lario    |
| 18 août | SS10     | Freisen 1                     | 14,78 km | Taisko Lario       | Peugeot 208 R2        | 10 min 28 s 2 | Taisko Lario    |
| 18 août | SS11     | Römerstraße 1                 | 12,28 km | Taisko Lario       | Peugeot 208 R2        | 7 min 32 s 5  | Taisko Lario    |
| 18 août | SS12     | Arena Panzerplatte 2          | 9,43 km  | Enrico Brazzoli    | Peugeot 208 R2        | 6 min 37 s 9  | Taisko Lario    |
| 18 août | SS13     | Panzerplatte 2                | 38,57 km | Enrico Brazzoli    | Peugeot 208 R2        | 27 min 05 s 8 | Taisko Lario    |
| 18 août | SS14     | Freisen 2                     | 14,78 km | Taisko Lario       | Peugeot 208 R2        | 10 min 31 s 2 | Taisko Lario    |
| 18 août | SS15     | Römerstraße 2                 | 12,28 km | Taisko Lario       | Peugeot 208 R2        | 7 min 41 s 6  | Taisko Lario    |
| 19 août | SS16     | Grafschaft 1                  | 29,07 km | Taisko Lario       | Peugeot 208 R2        | 20 min 47 s 5 | Taisko Lario    |
| 19 août | SS17     | Grafschaft 2                  | 29,07 km | Louise Cook        | Ford Fiesta R2T       | 20 min 34 s 9 | Taisko Lario    |
| 19 août | SS18     | Bosenberg                     | 14,97 km | Taisko Lario       | Peugeot 208 R2        | 9 min 26 s 0  | Taisko Lario    |

### Super spéciale
La super spéciale est une spéciale de 14,97 km courue à la fin du rallye. Elle est remportée par Sébastien Ogier, ce qui lui permet de limiter le débours de points concédé à Thierry Neuville.
| Pos. | Pilote           | Copilote         | Voiture               | Temps        | Diff.  | Pts. |
| ---- | ---------------- | ---------------- | --------------------- | ------------ | ------ | ---- |
| 1    | Sébastien Ogier  | Julien Ingrassia | Ford Fiesta WRC       | 7 min 15 s 0 | 0 s 0  | 5    |
| 2    | Ott Tänak        | Martin Järveoja  | Toyota Yaris WRC      | 7 min 15 s 1 | +0 s 1 | 4    |
| 3    | Esapekka Lappi   | Janne Ferm       | Toyota Yaris WRC      | 7 min 19 s 0 | +4 s 0 | 3    |
| 4    | Craig Breen      | Scott Martin     | Citroën C3 WRC        | 7 min 19 s 2 | +4 s 2 | 2    |
| 5    | Thierry Neuville | Nicolas Gilsoul  | Hyundai i20 Coupe WRC | 7 min 21 s 7 | +6 s 7 | 1    |

## Classements aux championnats après l'épreuve
| WRC   |      |                          |        |
|       | Pos. | Pilote                   | Points |
|       | 1    | Thierry Neuville         | 172    |
|       | 2    | Sébastien Ogier          | 149    |
|       | 3    | Ott Tänak                | 136    |
|       | 4    | Esapekka Lappi           | 88     |
| 1     | 5    | Andreas Mikkelsen        | 65     |
| WRC-2 |      |                          |        |
|       | Pos. | Pilote                   | Points |
| 1     | 1    | Jan Kopecký              | 100    |
| 1     | 2    | Pontus Tidemand          | 93     |
|       | 3    | Gus Greensmith           | 55     |
| 1     | 4    | Łukasz Pieniążek         | 48     |
| 3     | 5    | Fabio Andolfi            | 46     |
| WRC-3 |      |                          |        |
|       | Pos. | Pilote                   | Points |
|       | 1    | Jean-Baptiste Franceschi | 79     |
| 2     | 2    | Taisko Lario             | 68     |
| 1     | 3    | Denis Rådström           | 62     |
| 1     | 4    | Emil Bergkvist           | 61     |
|       | 5    | Enrico Brazzoli          | 55     |

| WRC   |      |                        |        |
|       | Pos. | Copilote               | Points |
|       | 1    | Nicolas Gilsoul        | 172    |
|       | 2    | Julien Ingrassia       | 149    |
|       | 3    | Martin Järveoja        | 136    |
|       | 4    | Janne Ferm             | 88     |
| 1     | 5    | Anders Jæger-Synnevaag | 65     |
| WRC-2 |      |                        |        |
|       | Pos. | Copilote               | Points |
| 1     | 1    | Pavel Dresler          | 100    |
| 1     | 2    | Jonas Andersson        | 93     |
|       | 3    | Craig Parry            | 55     |
| 1     | 4    | Przemysław Mazur       | 48     |
| 1     | 5    | Stig Rune Skjærmoen    | 45     |
| WRC-3 |      |                        |        |
|       | Pos. | Copilote               | Points |
|       | 1    | Romain Courbon         | 79     |
| 1     | 2    | Tatu Hämäläinen        | 68     |
| 1     | 3    | Johan Johansson        | 62     |
|       | 4    | Luca Beltrame          | 55     |
|       | 5    | Ola Fløene             | 33     |

| WRC   |      |                             |        |
|       | Pos. | Constructeur                | Points |
|       | 1    | Hyundai Shell Mobis WRT     | 254    |
| 1     | 2    | Toyota Gazoo Racing WRT     | 241    |
| 1     | 3    | M-Sport Ford WRT            | 224    |
|       | 4    | Citroën Total Abu Dhabi WRT | 159    |
| WRC-2 |      |                             |        |
|       | Pos. | Équipe                      | Points |
|       | 1    | Škoda Motorsport            | 108    |
|       | 2    | Škoda Motorsport II         | 100    |
|       | 3    | Printsport                  | 69     |
| 2     | 4    | ACI Team Italia WRC         | 62     |
|       | 5    | Hyundai Motorsport          | 54     |
| WRC-3 |      |                             |        |
|       | Pos. | Équipe                      | Points |
|       | 1    | ACI Team Italia             | 68     |
|       | 2    | OT Racing                   | 62     |
|       | 3    | ADAC Sachsen                | 62     |
|       | 4    | Équipe de France FFSA Rally | 55     |
|       | 5    | Castrol Ford Team Turkiye   | 42     |